# Juan de la Cerda
Juan de la Cerda (1327-Sevilla, 1357) fue II señor del Puerto de Santa María, III señor de Gibraleón y alguacil mayor de Sevilla, miembro de la Casa de la Cerda y tataranieto del rey Alfonso X de Castilla. 

## Origen familiar
Era hijo de Luis de la Cerda, conde de Clermont y de Talmont y de su esposa Leonor Alfonso de Guzmán, señora de Huelva y del Puerto de Santa María, por tanto nieto paterno de Alfonso de la Cerda, el Desheredado —hijo de Fernando de la Cerda, y de Blanca de Francia—, y de Mahalda de Brienne-Eu. Sus abuelos maternos fueron Guzmán el Bueno y María Alfonso Coronel.

## Vida
En 1343 combatió junto con el  rey Alfonso XI en el cerco de Algeciras. No acudió a las Cortes de Valladolid de 1351 por estar en contra de la privanza que gozaba Juan Alfonso de Alburquerque en la corte del rey Pedro I, aunque después llegaron a un entendimiento y, tras haberse trasladado al norte de África y posteriormente a Portugal, regresó a Castilla con él en 1353. En ese mismo año, el rey Pedro mando a ejecutar a su suegro, Alfonso Fernández Coronel, el padre de María Fernández Coronel con quien había casado en torno a 1350.
Acompañó al rey Pedro y asistió en 1353 a su boda con Blanca de Borbón en Valladolid a quien abandonó a los pocos días. Después se encargó de varias misiones, entre ellas ir a buscar a María de Padilla, la amante del rey, que se encontraba en Toledo. Los parientes de María de Padilla ocuparon los cargos más relevante en la corte, lo que causó el descontento de los principales magnates del reino. En 1354 Juan de la Cerda se unió a la protesta liderada por Juan Alfonso de Alburquerque, Fernán Ruiz de Castro y algunos de los hermanos bastardos del rey, conocida como la «rebelión de los grandes» que exigían que el rey volviera con Blanca, su legítima esposa, y rompiera su relación con María de Padilla.  Esto, sin embargo, era solo un pretexto pues lo que pretendían era recuperar su influencia en la corte y en el gobierno de Castilla.

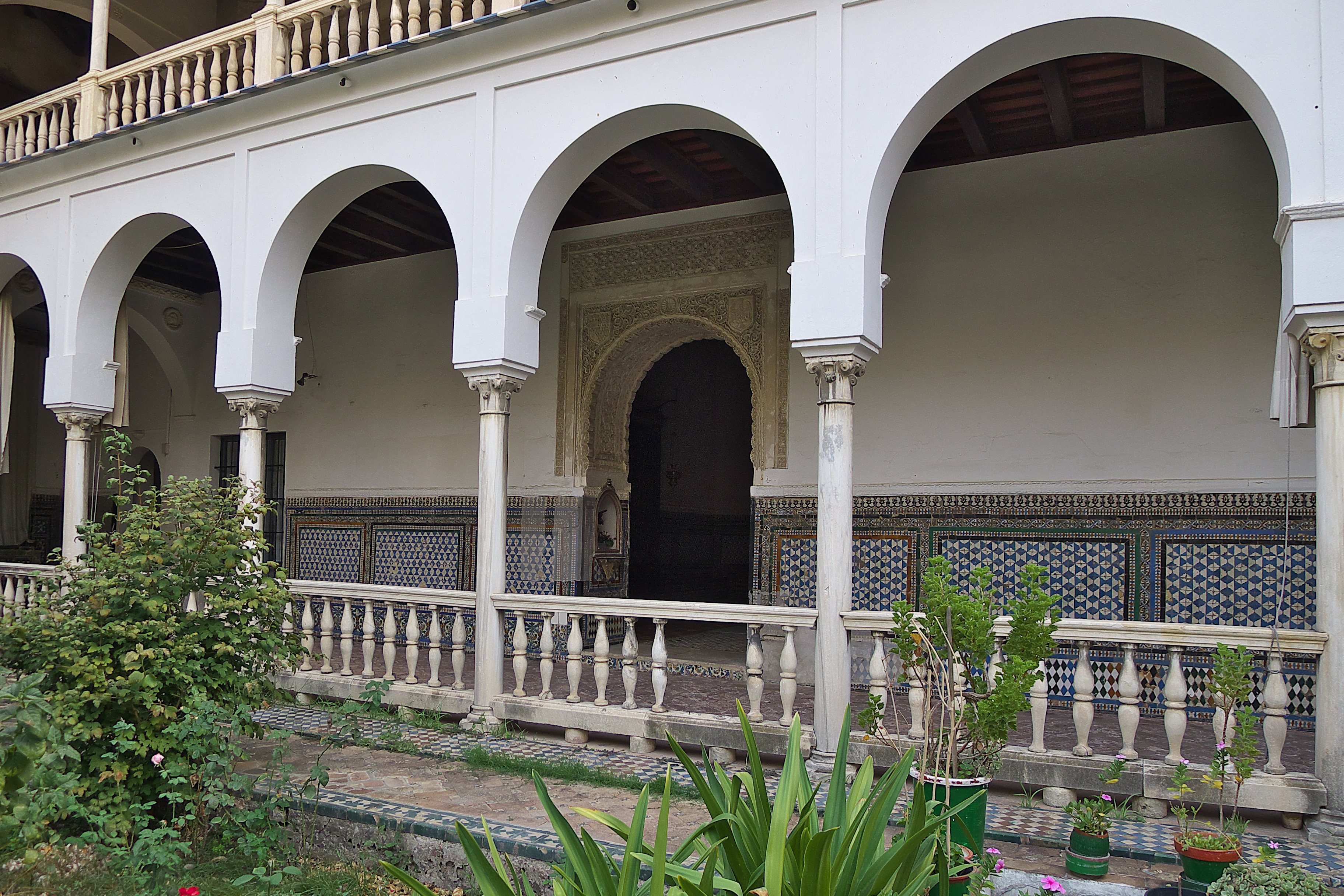
Portada mudéjar del convento de Santa Inés en Sevilla donde Juan de la Cerda recibió sepultura

El rey Pedro, después de haber estado retenido en la ciudad de Toro, logró reconciliarse con varios de los sublevados, incluyendo a Juan de la Cerda que fue recompensado con el señorío de Gibraleón y la devolución de parte de la herencia de su suegro, Alfonso Fernández Coronel que había sido confiscada, aunque el rey, según los cronistas, no olvidó esta ofensa.  En 1356 Juan de la Cerda se desnaturalizó, en secreto, del monarca castellano y juró fidelidad al rey Pedro IV de Aragón, a quién apoyó en la Guerra de los Dos Pedros, y se sumó al bando de Enrique de Trastámara y a la conspiración que fraguaron, organizando una fallida revuelta en Andalucía, para arrebatar el trono al monarca castellano.
Juan de la Cerda fue apresado por Juan Ponce de León y llevado a la Torre del Oro en Sevilla donde a los pocos días fue ajusticiado.
Recibió sepultura, años después, en el Convento de Santa Inés en dicha ciudad que fundó su viuda en 1374, que también fue enterrada ahí así como la única hija del matrimonio que falleció a los dos años de edad.

## Matrimonio y descendencia
Juan de la Cerda contrajo matrimonio alrededor de 1350 con María Fernández Coronel, señora de Aguilar, hija de Alfonso Fernández Coronel y de su esposa Elvira Alfón de Biedma. 
Fruto del enlace de Juan de la Cerda y María Fernández Coronel tuvieron una sola hija: 
- Leonor de la Cerda que murió a los dos años de edad.[1]

Según Masnata y de Quesada, en su juventud y antes de casarse, tuvo con Sol Martínez un hijo natural:
- Martín González de la Cerda[4] (n. Sevilla, a finales de 1341),[2] que pasó a Portugal[5] donde contrajo matrimonio alrededor de 1366 con Violante Álvares Pereira, hija natural de Álvaro Gonçalves Pereira, prior de la Orden de los Hospitalarios, y de Iria Gonçalves do Carvalhal, y hermana entera de Nuno Álvares Pereira, condestable de Portugal,[6][7] VII conde de Barcelos, III conde de Ourém y II conde de Arraiolos. De este matrimonio nacieron al menos tres hijos:

- Diego Nunes Pereira, casado con Beatriz Ruiz, genearcas de los Pereira de Lacerda en Portugal. El rey Manuel I de Portugal le donó el señorío de Vila Verde de Ficalho.
- María Pereira, esposa de García Afonso do Casal.
- Mahalda (o Mafalda) de la Cerda (n. c. 1371), casada con Fernán Gutiérrez de Valverde, IX señor de la torre y la dehesa de Castellanos y alcalde de Alburquerque, con descendencia.